# الکساندر سیمونی
 الکساندر سیمونی (انگلیسی: Alexandre Simoni؛ زاده ۲ ژوئیهٔ ۱۹۷۹) یک تنیس‌باز اهل برزیل است. او آخرین مسابقه‌اش را در سال ۲۰۰۸ انجام داد و اکنون به عنوان مربی تنیس در سائو پائولو کار می کند.